# Валеев, Диас Назихович
Диас Назихович Валеев (тат. Диас Назих улы Вәлиев, 1 июля 1938, село Казанбаш Арского района, Татарская АССР — 1 ноября 2010, Казань) — татарский писатель, драматург, лауреат Республиканской премии имени Габдуллы Тукая, заслуженный деятель искусств Татарстана (1981) и России (1983).

## Биография
Мать Диаса Валеева — Зайнульгарабия Кутуева — родная (единородная) сестра Аделя Кутуя.
В 1962 окончил геологический факультет Казанского университета. Работал геологом (экспедиции в Удмуртии, Кировской области, на Южном Урале, в Кемеровской области, Хабаровском крае).
В 1966—1972 — литературный сотрудник газеты «Комсомолец Татарии». В 1975 окончил Высшие литературные курсы при Литературном институте имени А. М. Горького.
В 1955 написал первый рассказ «Первое чувство». Первые лирико-философские рассказы опубликованы в 1959 в журналах «Молодая гвардия», «Смена», «Сельская молодёжь». В прозаических произведениях большое внимание уделяется философским проблемам: философским основам жизни, нравственным проблемам и смыслу человеческого бытия («По вечному кругу», 1981; «Стук резца по камню», 1988), концепции новой религии, религии Сверхбога («Третий человек, или Небожитель», 1994; «Истина одного человека, или Путь к Сверхбогу», 1993; «Мысли о едином», 1969—1999), способной объединить людей всех рас и национальностей.
Первая пьеса — «Сквозь поражение» (1969). Затем последовали «Суд совести» (или «Охота к умножению», 1971), «Дарю тебе жизнь» (1972), «Диалоги» (1976), «Пророк и чёрт» (1977), «1887» (1979), «Ищу человека» (1985) и другие. В 1970—1980-е пьесы Диаса Валеева широко шли на сценах Казани, Москвы, Ташкента, Минска и других городов. Многие его произведения издавались и ставились на татарском языке, переведены на белорусский, украинский, чешский, азербайджанский и другие языки.
Руководил «Литературной мастерской» при редакции газеты «Комсомолец Татарии». В это время и позже поддерживал молодых писателей Татарстана.
Имел близкие к идеям социализма, но не тождественные им, политические взгляды, соответствующие собственным философско-религиозным убеждениям. В советское время ряд произведений Валеева не печатался по цензурным соображениям, некоторые рукописи сгорели в сарае, где он прятал их от обыска, а с писателем в КГБ проводились «профилактические беседы» о недопустимости «очернения действительности». При распаде Советского Союза и позже Валеев нередко выступал с резонансными статьями как публицист и дистанцировался от всех существующих партий, оставаясь при этом сторонником татарского национального возрождения и сильного единого многонационального союзного государства.

## Семья
Отец — Назих Гарифуллович Валеев, партийный работник.

Мать — Зайнуль Мухамедовна Кутуева, врач-фтизиатр. 

Жена — Дина Каримовна Валеева, искусствовед. 

Дочь — Майя Валеева, писатель, художник. 

Дочь — Дина Валеева, искусствовед.

## Награды и признание
- Заслуженный деятель искусств Татарской АССР (1981)
- Заслуженный деятель искусств РСФСР (1983)
- Республиканская премия имени Габдуллы Тукая (1976) — за трагедийную хронику «Дарю тебе жизнь» (1972)
- Лауреат Всероссийского и Всесоюзного конкурсов национальной драматургии (1973, 1979, 1981).